# Хронологија радничког покрета и КПЈ 1928.
| претходна целина: ◄ до 1919. |                              |
| Хронологија радничког покрета и Комунистичке партије Југославије од 1919. до 1929. године 1919. 1920. 1921. 1922. 1923. 1924. 1925. 1926. 1927. 1928. 1929. | следећа целина: 1930—1939. ► |

Хронолошки преглед важнијих догађаја везаних за Раднички покрет Југославије и Комунистичку партију Југославије (КПЈ), као и општа политичка дешавања која су се догодила у Краљевини Срба, Хрвата и Словенаца током 1928. године.
| Јануар Фебруар Март Април Мај Јун Јул Август Септембар Октобар Новембар Децембар |

## Јануар

#### 5. јануар
- У Загребу у предузећу „Сила“ отпочео штрајк металских радника у знак протеста због забране одржавања избора за радничке повереника и отпуштања шесторице радника. Штрајком је у име Савеза металаца руководио Јосип Броз. Пошто је Обласна инспекција стала на страну послодаваца, штрајк је завршен неуспешно. У току штрајка, 11. јануара дошло је до сукоба групе радника са двојицом штрајкбрејкера — Стјепаном Мишићем и Иваном Кезелом, током кога је Мишић био теже повређен, а касније је умро у болници. Осморица радника-штрајкача су била ухапшена и оптужена за убиство (суђено им је у априлу).[1][2]

#### 20. јануар
- Лист „Борба“ објавила чланак Јосипа Броза „Главњача у Загребу“, у коме је он протестовао против поступања загребачке полиције према осморици ухапшених радницика предузећа „Сила“, који су били оптужени за убиство Стјепана Мишића. Оптужени су били радници — Драгутин Симеони, Јосип Берта, Јосип Баус, Игнац Линенбер, Ватрослав Шиндерић, Андрија Бенуси, Влатко Филипин и Еуген Колар, а касније је био ухапшен и радник Иван Конрад, који је посебно био мучен у полицији да је чак покушао да изврши самоубиство. У жељи да у ово убиство умеша Независне синдикате и КПЈ, полиција је расписала потернице за партијским активистма Антуном Мавраком, Бартолом Бурчулом и Иваном Гершићем, који су побегли у Аустрију. Четворица, од осморо ухапшених, радника су 17. марта ослобођена оптужнице и пуштена на слободу, док су друга четворица радника предата суду где им је суђено од 11. до 13. априла.

#### 24. јануар
- У Београду полиција ухапсила Ивана Милутиновића, студента права и секретара Удружења студената марксиста на Београдском универзитету (у марту је због ширења комунистичке пропаганде био осуђен на шест месеци затвора).

## Фебруар

#### 12. фебруар
- У Бања Луци званично регистровано Радничко културно-спортско друштво „Пелагић“, које је основано током 1927. године. Ово радничко друштво основали су синдикални радници, који су били под револуционарним утицајем КПЈ. Друштво је имало тамбурашки оркестар, велики хор и дрмаску секцију. Кроз културу и спорт, ово друштво се борило за социјална и радничка права. У току НОР-а погинуло је 52 чланова „Пелагића“, а њих седморо је проглашено народним херојима. После ослобођења Југославије, маја 1945. године рад друштва је био обновљен под данашњим именом Радничко културно-уметничко друштво „Пелагић“.

#### 13. фебруар
- У Подгорици поводом расподеле ратних репарација одржан народни збор, коме је присуствовало око 2.000 људи. Збором је прдседавао комуниста Блажо Раичевић, а говорници су били представници опозиционих грађанских партија — Марко Вујачић и Марко Савићевић, као и Никола Ковачевић, секретар Покрајинског комитета КПЈ за Црну Гору (убрзо после збора Ковачевић је 20. фебруара био ухапшен и после десетодневног затвора протеран из Подгорице у родно Грахово).[2]
- У Београду, од 13. до 16. фебруара, пред Првостепеним судом одржано суђење двадесетпеторици чланова КПЈ и СКОЈ, који су били ухапшени крајем октобра 1927. године и оптужени за „ширење комунистичке пропаганде и припадање комунистичкој организацији“. Оптужене је бранило девет адвоката, међу којима су били Светислав Гребенац, Бора Николић и Драгиша Васић. После три дана суђења, суд је 16. фебруара доне пресуду којом је 18 оптужених осуђено на временске казне затвора, док су остали ослобођени. Због припадања комунистичкој организацији на казну затвора од пет година осуђени су — Иван Бријачек, Павле Ковачевић, Никола Котур, Јосип Радобоља и Јосип Цази. За ширење комунистичке пропаганде на казне затвора од шест месеци осуђени су — Александар Здравковић, Отокар Кершовани, Лука Марушић, Коча Митић, Обрен Николић, Ђорђе Парић, Пера Петровић Праштало, Гојко Самарџић и Богосав Тодоровић, док су за исто дело на казну од три месеца осуђени — Данило Гује, Лука Мађарац, Василије Стајкић и Светислав Стефановић. Осталих седморо оптужених је ослобођено оптужбе и пуштено на слободу, а међу њима су се налазили — Сима Марковић, Лаза Стефановић, Гргур Вујовић, Саво Медан, Никола Бољевић, Вукота Цветковић и Милосав Урошевић.[2]

#### 17. фебруар
- У Београду пред Првостепеним судом одржано суђење др Славку Шлезингеру, новинару и уреднику листа „Новости“ под оптужбом да је ширио комунистичку пропаганду (ухапшен је 27. октобра 1927. заједно са Отокаром Кершованијем, али није био укључен у групно суђење 25-орици комуниста). Услед недостатка доказа био је ослобођен оптужнице и пуштен на слободу.
- У Београду пред Првостепеним судом одржано суђење др Лабуду Кусовцу, под оптужбом да је члан комунистичке организације (био је ухапшен у јулу 1927. по повратку у земљу из Беча). Оптуженог су бранила тројица адвоката — др Секула Дрљевић, др Радоје Вукчевић и Угљеша Јовановић. Услед недостатка доказа био је ослобођен оптужнице и пуштен на слободу.

#### 18. фебруар
- У Београду пред Првостепеним судом одржано суђење Радомиру Вујовићу, под оптужбом да је члан комунистичке организације (ухапшен је у току јула 1927). Оптуженог је бранио адвокат Радоје Вукчевић, а осуђен је на девет месеци затвора због ширења комунистичке пропаганде и илегалног преласка границе (ново суђење одржано је 17. марта на коме му је казна повећана на пет година).

#### 19. фебруар
- У Београду одржана протестна Конференција Савеза пољопривредних радника Југославије, пошто је полиција само неколико сати пре почетка забранила већ заказани Конгрес Савеза пољопривредних радника. Услед немогућности да одрже Конгрес окупљени делегати су у просторијама Централног радничког синдикалног већа одржали протестну конференцију јер ово није била прва забрани одржавања Конгреса савеза пољопривредних радника.[2]

#### 25. фебруар
- У току ноћи 25/26. фебруар у Загребу одржана Осма месна конференција КПЈ за Загреб, којој је присуствовао 31 делегат. На Конференцији је дотадашњи политички секретар МК Душан Грковић поднео Реферат о стању у партијској организацији. На Конференцији је иступио и организациони секретар МК Јосип Броз који је у свом излагању дао критички анализу дотадашњег рада Месног комитета и изнео предлоге о осуди „фрaкцијских борби“ и окретњу КПЈ животним проблемима радничке класе. Он је такође изнео предлог Резолуције и тромесечног плана рада Месног комитета. Иако је био у мањини, делегати на Конференцији су после бурне дискусије прихватили његове предлоге, усвојили Резолуцију и директиве делегату загребачке партијске организације на предстојећем саветовању у Коминтерни о стању у КПЈ. На крају Конференције већина делегата је Јосипа Броза изабрала за новог политичког секретара Месног комитета (велики значај ове Конференције представља то јер је она била један од првих успеха Јосипа Броза у антифракцијској борби коју је водио унутар КПЈ).[1][3][4]

#### 26. фебруар
- У Суботици одржана Конференција жена пољопривредних радница организованих у Савезу пољопривредних радника Југославије, који се налазио у оквиру Независних синдиката. На овој Конференцији дискутовало се о положају жена-радница, а посебно о положају жена-пољопривредних радница и о потреби њиховог већег ангажовања у синдикалном и радничком покрету.[3]

#### у току фебруара
- У Београду одржана Окружна партијска конференција КПЈ, на којој је под утицајем групе Симе Марковића одбачена препорука Политбироа Централног комитета КП Југославије, као и одлука Четвртог пленума ЦК КПЈ (одржан новембра 1927. у Загребу) да београдска партијска орагнизација треба да буде „први носилац политике КПЈ у земљи“ и да треба да буде прва у кампањама и акцијама Партије. Услед неслагања, дошло је до поделе међу 42 делегата ове Конференције, што се одразило на поделу у београдској партијској организацији, која се поделила на два већа дела која су била под утицајем „леве“ и „десне“ фракције унутар КПЈ (овакво стање у београдској партијској организацији потрајало је до краја 1928).[3]

| Јануар Фебруар Март Април Мај Јун Јул Август Септембар Октобар Новембар Децембар |

## Март

#### 17. март
- У Београду Варошки суд осудио због ширења комунистичке пропаганде Ивана Милутиновића, студента права и секретара Удружења студената марксиста на Београдском универзитету на шест месеци затвора.
- У Београду Апелациони суд осудио Радомира Вујовића, због припадања комунистичкој организацији на пет година затвора. Вујовић, који је био ухапшен у јулу 1927. године, био је 18. фебруара од стране Варошког суда осуђен на девет месеци затвора због ширења комунистичке пропаганде и илегалног преласка границе, али му је према Закону о заштити државе због припадања комунистичкој организацији казна повећана на пет година затвора.
- У Београду у Кнез Михајловој улици испред зграде Окружног суда извршен неуспешан покушај бекства из затвора Златка Шнајдера. Према унапред договореном плану, Златко је због посете оца из Загреба, био допремљен из притвора „Главњача“ у зграду суда. Након сусрета са оцем, Златко је у пратњи једног жандарма кренуо ка притвору. На изласку из суда, Златка је чекао припремљен аутомобил за бег. Након онеспособљавања жандарма, Златко је потрчао ка аутомобилу, који је већ био у покрету, али није успео да ускочи и био је поново ухапшен. Један од организатора овог неуспелог бекства био Мијо Орешки.[5]

#### у току марта
- У Македонији одржана Покрајинска конференција СКОЈ-а за Македонију на којој је дискутовано о стању у организацијама Савеза комунистичке омладине Југославије (СКОЈ) у Македонији.[6]

## Април

#### 1. април
- У Београду отворен први Студентски дом Краљ Александар Први (после ослобођења студентски дом променио је назив у „Иво Лола Рибар“), који је био стециште револуционарног студентског покрета, овде су почињали многи студентски штрајкови и демонстрације. Први студентски протести, кренули су из овог дома већ 28. маја, када су београдски студенти протестовали против фашизма и потписивања „Нетунске конвенције“.[7]

#### 9. април
- У Москви, од 9. до 13. априла, представници Извршног комитета Коминтерне одржали саветовање са представницима КП Југославије — Ђуром Цвијићем, Костом Новаковићем, Ђуром Ђаковићем, Филипом Филиповићем и Миланом Горкићем (овом саветовању присуствовала је и група делегата Независних синдиката, који су у Москви присуствовали Четвртом конгресу Црвене синдикалне интернационале). На овом саветовању, коме су у име Коминтерне присуствовали, између осталог Георги Димитров, Васил Коларов, Херман Ремеле, Бохумир Шмерал и др, расправљано је о „фракцијским борбама“ у КПЈ, које су осуђене и именовано је привремено руководство КПЈ на челу са Ђуром Ђаковићем, чији је задатак био да партијом руководи до следећег Конгреса (Четврти конгрес КПЈ одржан је у Дрездену у новембру). Како би зауставила даље фракцијске борбе у КПЈ, Коминтерна је члановима КПЈ упутила „Отворено писмо“, које су прихватили сви учесници саветовања.[6]

#### 11. април
- У Загребу, од 11. до 13. фебруара, пред Окружним судом одржано суђење четворици радника предузећа „Сила“ — Драгутину Симеонију, Влатку Филипину, Ватрославу Шиндерићу и Ивану Конраду, који су били оптужени за убиство радника-штрајкбрејкера Стјепана Мишића, током штрајка од 5. до 11. јануара. У току овог судског процеса, као сведок учествовао је и Јосип Броз, који је у име Савеза металаца руководио овим штрајком. После три дана суђења суд је осудио Драгутина Симеонија на осам, Влатка Филипина на три и Ватрослава Шиндарића на два месеца затвора, док је Иван Конрад, који је у току полицијског ислеђивања био највише мучен, ослобођен.

#### 13. април
- Коминтерна упутила „Отворено писмо“ свим члановима Комунистичке партије Југославије у коме је осуђена фракцијска борба у КПЈ — посебно су осуђене разорне тенденције десне фракције, као и погрешке леве фракције. Чланство КПЈ је позвано у борбу за ликвидацију фракција и рашчишћавање стања у КПЈ, како би она могла да крене у масе и покрене јединство радника и сељака, као и угњетених народа. Аутори овог писма били су Васил Коларов и Бохумир Шмерал, а оно је било усвојено на саветовању представника КПЈ у Коминтерни. Као опуномоћеник Коминтерне за спровођење овог писма у Југославију је крајем маја послат Ђуро Ђаковић.[6]

#### 19. април
- У Карловцу у фабрици „Алекс Подвинец“ избио штрајк 180 кожарских радника у знак протеста против продужавања радног времена и избацивања са посла двојице радничких повереника, који су се противили отпуштању радника. У име Покрајинског одбора Независних синдиката из Загреба у Карловац је 25. априла дошао Јосип Броз, који је учествовао у преговорима око прекида штрајка. Штрајк је прекинут истог дана, делимичним успехом.[6]

#### 30. април
- У Љубљани у Народном позоришту први пут наступило друштво „Радничка сцена“ (словен. Delavski oder) које је извело представу „Криза“, сценаристе Рудолфа Голоуха у режији Братка Крефта. Представа је завршена певањем „Интернационале“ и развијањем црвене заставе, због чега је ова представа после још само два извођења забрањена.[6]

| Јануар Фебруар Март Април Мај Јун Јул Август Септембар Октобар Новембар Децембар |

## Мај

#### 1. мај
- Упркос владној забрани, Први мај — празник рада прослављен је широм земље: у Београду (уз учешће преко 2.000 радника), Земуну, Сарајеву, Загребу, Бањалуци, Тузли, Крагујевцу, Зеници, Нишу, Чачку и другим местима.[6]
- Током прославе Првог маја у Загребу дошло је до сукоба између полиције и радника. Загребачка полиција забранила је Независним синдикатима одржавање првомајске скупштине у биоскопу „Олимп“, па су радници на иницијативу Јосипа Броза, секретара Месног комитета КПЈ за Загреб кренули у биоскоп „Аполо“, где се одржавала првомајска скупштина социјалиста. Када су радници покушали да скуп социјалиста претворе у скуп Независних синдиката, дошло је до интервенције полиције, која је ухапсила Јосипа Броза и Камила Хорватина. Упркос полицијској интервенцији, демонстрације су ипак одржане, када је дошло до сукоба са полицијом и хапшења још неколико радника.[7][8]

#### 2. мај
- У Загребу Краљевско редарствено равнатељство осудило Јосипа Броза, Камила Хорватина, као и још петорицу ухапшених радника на 14 дана затвора, због учешћа у забрањеним демонстрацијама поводом Празника рада.[7][8]

#### 11. мај
- У затвору на Ади Циганлији, у Београду, због противљења насилном понашању чувара, стражари претукли Радомира Вујовића, члана ЦК КПЈ и Златка Шнајдера, члана ЦК СКОЈ. Након овог догађаја, сви политички затвореници у затвору на Ади Циганлији ступили су у штрајк глађу (Вујовић и Шнајдер су 16. маја пребачени у затвор у Сремској Митровици).[7]

#### 20. мај
- У Раљи одржан збор сељака на коме су говорили представници Земљорадничке странке. На овом збору говорио је и Љуба Радовановић, секретар ПК КПЈ за Србију. Он је присутнима говорио о поништавању зеленашких дугова, ослобођењу сељака од дужног пореза, укидању свих посредних пореза, решењу аграрног питања и о потреби чврстог савеза и заједничке борбе сељака и градског становништва.[7]

#### 23. мај
- Влада Краљевине СХС одобрила је да се у Народној скупштини ратификују „Нептунске конвенције“ са Краљевином Италијом, коју је Влада закључила још јула 1925. године. Ово је изазвало оштро незадовољство у земљи, а резултирало је великим студентским демонстрацијама у Београду и Загребу, 28. маја. На вест да су у Задру (тада у саставу Краљевине Италије) запаљене југословенске заставе, 25. маја су избиле велике антииталијанске демонстрације у Шибенику, које су прерасле у оштар сукоб са полицијом. Истог дана демонстрирало се и у Љубљани.[7]

#### 28. мај
- Студенти Београдског универзитета отпочели демонстрације против фашизма и намере Народне скупштине да ратификује Нептунске конвенције са Краљевином Италијом. Студенти су се најпре окупили испред Студентског дома „Краљ Александар Први“ и ту протествовали против фашизма. Пошто су се грађани масовно придруживали студентима, па је окупљених било око 2.000, интервенисала је жандармерија и растерала грађане, а студенте натерала да се повуку у студентски дом. Студенти су се поново окупили увече у Кнез Михајловој улици, код кафане „Руски цар“ где су наставили са антифашистичким демонстрацијама, које су прерасле у озбиљан сукоб са жандармима, који су покушавали да спрече демонстрације. Када су и ове демонстрације растурене, касно увече студенти су се поново окупили испред Студентског дома, али је и овде дошло до сукоба са жандармеријом, која упала и демолирала дом. У сукобима са полицијом, током овог дана, теже су рањена четири, а лакше 26 студената, док је њих око 50 ухапшено.[7]
- Студенти Загребачког свеучилишта, услед забране да протестују испред зграде универзитета, одржали протесни збор у аули универзитета. Полиција је након завршетка збора, растерала студенте, али су се они поново окупили на Зрињевцу и Тргу бана Јелачића, где су одржане мање антифашистичке манифестације.[7]

#### 29. мај
- Упркос јучерашњим сукобима са полицијом, студенти Београдског универзитета наставили са мирним антифашистичким демонстрацијама испред Студентског дома „Краљ Александар Први“, а овим поводом је и настава на Универзитету обустављена на три дана. У току дана, окупљене студенте су посетили и неки народни посланици из опозиционих партија.[7]

#### 30. мај
- У Београду у Кнез Михаиловој улици, код кафане „Руски цар“ дошло до великих антифашистичких демонстрација, које су прерасле у крвави обрачун демонстраната и жандарма. Након првог успеха жандарма да растера демонстранте, они су подигли барикаде око кафане „Руски цар“ и тада је настала двочасовна борба демонстраната и жандарма. Демонстрације су угушене у крви — погинула су двојица демонстраната, док је тешко рањено 16 демонстраната и 9 жандарма. У току ноћи ухапшено је око 60 демонстраната.[7]
- Покрајински комитет КПЈ за Србију добио писмо Организационог секретаријата ЦК КПЈ у коме се саопштавају одлуке Централног комитета од 27. маја да се уз Отворено писмо Извршног комитета Коминтерне упути и писмо ЦК КПЈ свим организацијама и члановима КПЈ у коме се износи став ЦК КПЈ и тезе о начину спровођења дискусије о писму, детаљна упутства о начину спровођења дискусије и бирања делегата за рејонске, месне и покрајинске конференције и избор делегата за Четврти конгрес КПЈ.[7]

| Јануар Фебруар Март Април Мај Јун Јул Август Септембар Октобар Новембар Децембар |

## Јун

#### 1. јун
- У Сплиту покренут недељник „Раднички одјек”, који је био легални партијски орган са поднасловом Лист радника и сиромашних сељака. Власник и одговорни уредник недељника био је Иво Баљкас. До 15. септембра, када је лист забрањен, изашло је укупно 18 бројева.[7]

#### 17. јун
- На седници Централног комитета КПЈ донета одлука о разрешењу дужности Покрајинског секретаријата КПЈ за Србију и Окружног комитета КПЈ за Београд и о постављању новог комитета у Нишу, који ће обављати дужност Покрајинског и Окружног комитета до Конференције. Разлог за смењивање ових руководстава, био је њихово одбијање Отвореног писма Коминтерне (на челу Окружног комитета КПЈ за Београд био је Симо Медан). За секретара новог Покрајинског секретаријата за Србију одређен је Милош Марковић, али због фракцијских борби није ступио на ову дужност.[7]

#### 20. јун
- У Београду, на заседању Народне скупштине Краљевине СХС извршен атентат на истакнуте прваке Хрватске сељачке странке (ХСС). Пуниша Рачић, посланик Народне радикалне странке тада је пуцао на групу посланика ХСС и том приликом на месту убио Павла Радића (1880—1928) и Ђуру Басаричека (1884—1928), а ранио — Стјепана Радића, Ивана Гранђу и Ивана Пернара. Стјепан Радић (1871—1928), који је био вођа ХСС-а, преминуо је од последица атентата 8. августа. Атентат у Скупштини, изазвао је велику кризу у политичком животу Краљевине СХС. Почетком јула, пала је Влада Велимира Вукићевића, а крајем јула формирана нова Влада Антона Корошеца. Такође, атентат у Скупштини је био један од повода за увођења шестојануарске диктатуре.[9]
- У Загребу, одржана седница Бироа Централног комитета КПЈ, на којој је поводом вести о атентату у Скупштини разматрана новонастала ситуација. Услед опасности од нових напада на раднички покрет и хапшења партијске централе, на седници су одређени заменици свим члановима Бироа ЦК КПЈ. За заменика Јакоба Жорге, организационог секретара КПЈ именован је Јосип Броз, за заменика Гргура Вујовића именован је Матија Брезовић, за заменика Ђуре Салаја именован је Милош Марковић, за заменика Филипа Филиповића именован је Милан Горкић, за заменика Ивана Крндеља именован је Благоје Паровић, а за заменика Ђуре Ђаковића именован је Благоје Николић.[8]
- У току ноћи 20/21. јуна политички секретар Месног комитета КПЈ за Загреб Јосип Броз окупио месни загребачки партијски актив, на коме је донета одлука да се поводом атентата у Скупштини, радницима и грађанима Загреба упути Проглас. Аутор Прогласа био је Јосип Броз и он је потом у техници Месног комитета умножен у 4.000 примерака.[8]
- У Загребу, од 20. до 23. јуна, на вест о атентату у Скупштини, избиле масовне демонстрације. На дан 21. јуна, на демонстрацијама је учествовало око 30.000 људи, а на више места у Загребу су биле постављане барикаде. У сукобу жандармерије и демонстраната тог дана је било троје мртвих и више рањених, а око 120 демонстраната је ухапшено.[9]

#### 22. јун
- У Загребу, поводом крвавог обрачуна полиције са демонстрантима, који се одиграо 21. јуна, Јосип Броз у име Месног комитета КПЈ за Загреб написао летак у коме је позвао загребачке раднике да 23. јуна, на дан сахране посланика Радића и Басаричека, ступе у генерални штрајк. Истог дана, Броз је у име Покрајинског радничког синдикалног одбора за Хрватску написао чланак у коме је такође позвао загребачке раднике на генерални штрајк.[10] До генералног штрајка загребачких радника није дошло, али је остварен низ мањих штрајкова у предузећима и фабрикама, а највећи је био у Радионици државних железница, у коме је 26. јуна учествовало 1.200 радника.[9]

#### у току јуна
- У Великом Бечкереку, под руководством организационог секретара СКОЈ-а Паје Маргановића, одржана Покрајинска конференција СКОЈ-а за Војводину. На Конференцији је после извештаја о раду и дискусије, усвојено више резолуција. Ово је била прва Конференција СКОЈ-а у Војводини, а у време њеног одржавања СКОЈ је у Војводини имао 86 чланова, сврстаних у 15 партијских ћелија.[11]

| Јануар Фебруар Март Април Мај Јун Јул Август Септембар Октобар Новембар Децембар |

## Јул

#### 12. јул
- Биро Централног комитета КПЈ, на предлог Ђуре Ђаковића, донео одлуку о реорганизацији Окружног комитета КПЈ у Београду и о одржавању Окружне конференције, која би изабрала делегате за Четврти конгрес КПЈ. За привременог руководиоца ОК КПЈ за Београд био је именован Милош Марковић.[11]

#### 17. јул
- У Москви, од 17. јула до 2. септембра, одржан Шести конгрес Комунистичке интернационале (Коминтерна). На Конгресу се расправљало о опасности да буржоаске земље припремају рат против Совјетског Савеза и оцењено је да су све комунистичке партије дужне да поведу рат против буржоазије и претворе га у социјалистичку револуцију. Такође на Конгресу је усвојен нови Програм Коминтерне.[11]

#### 27. јул
- Формирана нова Влада Краљевине СХС на чијем се налазио Антон Корошец, председник Словенске људске странке (Влада је постојала до 6. јануара 1929. када је уведена „шестојануарска диктатура“ и формирана Влада генерала Петра Живковића).
- У Загребу, полиција ухапсила Јосипа Броза, због растурања летка Покрајинског радничког синдикалног одбора од 22. јуна. Броз је ухапшен у његовом стану у Петровој улици и потом одведен у просторије Савеза металских радника, на Илиџи, где је требало да присуствује претресу, али је он успео да искористи прилику и побегне кроз прозор тоалета. Након бекства живео је у илегалности све до 4. августа када је поново ухапшен.[10]

#### у току јула
- Одржан Четврти пленум Централног комитета СКОЈ-а на коме је усвојена лоша оцена Комунистичке омладинске интернационале о Савезу комунистичке омладине Југославије. У време одржавања овог пленума, половином 1928. године Савез комунистичке омладине Југославије имао је око 1.500 чланова.[11]

## Август

#### 2. август
- У Загребу одржана седница Бироа Централног комитета КПЈ на којој је за секретара Покрајинског секретаријата КПЈ за Хрватску и Словенију именован Јосип Броз. Пошто је Броз био ухапшен 4. августа, није ни успео да ступи на ову дужност, а уместо њега на ову дужност је био именован Матија Брезовић.[10]
- У Загребу, покренут независни недељник за човечија и грађанска права „Заштита човека”, орган Међународне организације помоћи револуционара. Уређивао га је Аугуст Цесарец, коме је овај задатак поверио ЦК КПЈ. Лист је често био цензурисан и забрањиван, све до увођења шестојануарске диктатуре, када је дефинитивно забрањен.[12]

#### 4. август
- У току ноћи 4/5. августа загребачка полиција испред стана у Виноградској цести у Загребу, где му је раније поставила заседу, ухапсила Јосипа Броза. Приликом хапшења, код Броза је нађен пиштољ, као и извесна количина илегалног партијског материјала. Откриће пиштоља и илегалног материјала, полиција је искористила за стварање тзв. „бомбашке афере”.[12] Након хапшења, Броз је у знак протеста због физичког малтретирања од полиције, ступио у штрајк глађу.[10]

#### половина августа
- Пребацивањем у Истражни затвор, Јосип Броз успева да се преко затворског чувара Петра Брчића, који је био симпатизер КПЈ, повеже са руководством КПЈ и Ђури Ђаковићу пошаље писмо у коме описује своје хапшење и шта је од илегалног материјала пронађено код њега. Он такође, обавештава руководство КПЈ да ће на судској расправи отворено наступити као члан КПЈ, за шта добија сагласност руководства. Након покретања судског кривичног поступка, Ђуро Ђаковић, Никола Хећимовић и Бранислав Ресимић ангажују др Иву Политеа за Брозовог адвоката.[10]

#### 26. август
- У Београду, у организацији Акционог одбора, састављеног од представника Централног радничког синдикалног одбора Југославије, Савеза графичких радника, Савеза банкарских, трговачких и индустријских чиновника, одржан протестни збор око 2.000 радника на коме је донета Резолуција у којој се протестовало против Уредбе о радном времену, јер су биле у супротности са Законом о заштити радника и захтевало се осмочасовно радно време за раднике свих категорија и предузећа.[12]

| Јануар Фебруар Март Април Мај Јун Јул Август Септембар Октобар Новембар Децембар |

## Септембар

#### 2. септембар
- У Славонском Броду у Фабрици вагона почео раднички штрајк. Штрајк је најпре почео као делимични у коме су учествовали само лимари, који су били организовани у Савез радника металне индустрије и обрта у оквиру Независних синдиката. У циљу сламања штрајка полиција је 3. септембра забранила рад подружнице СРМИО. Пар дана после, 5. септембра штрајку лимара су се придружили и тапетарски радници. Током штрајка преговоре са управом фабрике водили су раднички повереници. Штрајк је завршен 5. октобра повећањем радничких надница.[12]

#### 10. септембар
- На Пашином Брду, код Сарајева, одржана је Друга покрајинска конференција КПЈ за Босну и Херцеговину, којој су присуствовали — Роман Филипчев, Огњен Прица, Срђа Прица, Ката Говорушић, др Владо Јокановић, Мехмет Курто, Мехмед Јакубовић, Антон Дружета и Павао Твртковић из Сарајева, Саво Неимаровић из Мостара, Машо Алтумбабић из Тузле и један делегат из Брчког. На Конференцији је расправљано о предстојећим општинским изборима, питању обнове Независних синдиката и изабрана су три делегата за предстојећи Четврти конгрес КПЈ.[13]

#### 18. септембар
- У Београду одржана Месна конференција КПЈ за Београд, којој је присуствовало 17 делегата. На Конференцији је донета Резолуција у којој су осуђене дотадашње „фракционашке борбе” у Београду, прихвата „Отворено писмо” Коминтерне упућено члановима КПЈ и постављени задаци за даљи рад.[13]

#### 20. септембар
- У Велесу одржана Покрајинска конференција КПЈ за Македонију, на којој је поред осталог, за делегата на Четврти конгрес КПЈ изабран Коста Рацин.[13]

## Октобар

#### 21. октобар
- У Подгорици одржана Пета покрајинска конференција КПЈ за Црну Гору, уз присуство чланова ПК КПЈ и делегата из Котора, Бара, Улциња, Ријеке Црнојевића, Подгорице, Колашина, Мојковца, Никшића, Грахова, Даниловграда и Цетиња. Главни реферат о положају и раду КПЈ у Црној Гори, поднео је секретар ПК КПЈ Ниша Милановић. На крају Конференције изабран је нови Покрајински комитет и делегати за Четврти конгрес КПЈ. У чланство ПК КПЈ за Црну Гору су изабрани — Ниша Милановић, Милован Анђелић, Станко Драгојевић, Адолф Мук, Божо Љумовић, Илија Милачић, Косто Ћуфка, Бошко Лазовић и Ђоко Чејовић. За секретара ПК је био изабран Ниша Милановић, а за чланове Секретаријата Божо Љумовић и Станко Драгојевић.[13]
- Одржана Покрајинска конференција КПЈ за Војводину на којој је учествовало 11 делегата. Поред осталог, на Конференцији су изабрана четири делегата за Четврти конгрес КПЈ — Паја Маргановић, Андрија Полгар, Андрија Михајловић и Филип Филиповић.[13]

#### 23. октобар
- У Нишу одржан први део Покрајинске конференције КПЈ за Србију, на којој су присуствовали делегати партијских организација из Ужица, Чачка, Краљева, Трстеника, Крушевца, Ниша, Лесковца, Врања, Пирота, Зајечара и Бора. Конференцији је присуствовао и секретар ЦК КПЈ Ђуро Ђаковић који је проанализирао стање у КПЈ, а посебно стање у београдској партијској организацији.[14]

#### 25. октобар
- У Београду одржан други део Покрајинске конференције КПЈ за Србију, на којој су присуствовали делегати из Београда и других места, а који нису присуствовали првом делу Конференције, одржаном у Нишу. И на овом делу Конференције присуствовао је секретар ЦК КПЈ Ђуро Ђаковић, а на крају Конференције су изабрани делегати за Четврти конгрес КПЈ — Благоје Николић, Милорад Петровић и Жика Пецарски.[14]

| Јануар Фебруар Март Април Мај Јун Јул Август Септембар Октобар Новембар Децембар |

## Новембар

#### 3. новембар
- У Дрездену, од 3. до 15. новембра одржан Четврти конгрес КПЈ, коме је присуствовало 25 делегата и један делегат СКОЈ-а, као и два делегата Коминтерне — Палмиро Тољати и Дмитри Мануилски, и један делегат КОИ. Главна расправа на Конгресу је вођена око оцене политичке ситуације, ликвидације „фракционашких борби” и перспективе борбе. Конгрес је заузео став за разбијање угњетачке и милитаристичке државе и тражио независне републике, пре свега Хрватску и Словенију, као и независну и уједињену Албанију. Срушити империјалистичку творевину, Југославију — гласила је одлука Конгреса. Парола о уједињеној Албанији је значила да се не руши само капиталистичка Југославија, него и постојећа Албанија и Грчка. Парола о уједињењу Македоније рушила је и Бугарску, Југославију и Грчку. Конгрес је тражио независне — Словенију, Македонију и Албанију, чиме би био срушен буржоаски поредак у Краљевини Италији, Краљевини СХС, Краљевини Албанији, Краљевини Грчкој и Краљевини Бугарској — јер се ишло на балканску револуцију за стварање Балканске федерације. За политичког секретара је био изабран Јован Малишић, а за организационог секретара Ђуро Ђаковић.[14][15]

#### 4. новембар
- У Београду десничарска група Обласног комитета КПЈ за Београд, под руководством Симе Марковића, одржала Обласну конференцију на којој је изабрала своје делегате за Четврти конгрес КПЈ. Овим чином је био извршен и формални расцеп у београдској партијској организацији. Након одржавања Конгреса, у складу с његовим одлукама, Сима Марковић је упутио писмо члановима отцепљене београдске партијске организације и позвао их дасе врате у КПЈ, прихвате и спроводе одлуке Четвртог конгреса.[14]

#### 6. новембар
- У Загребу од 6. до 14. новембра пред Краљевским судбеним столом одржан процес против Јосипа Броза и још петоро оптужених за ширење комунистичке пропаганде и неовлашћено прикупљање и држање оружја и муниције, познат као „Бомбашки процес”. Главна расправа трајала је од 6. до 9. септембра, на којој је Јосип Броз изјавио да је члан КПЈ и да суд не сматра компетентним, већ само признаје суд своје партије. На основу Закона о заштити државе, 14. новембра суд је Јосипа Броза осудио на пет година, Андрију Божичковића на две године и Фрању Новоселића на три године затвора (казна му је смањена на две године), док су остали били ослобођени.[14][10]

## Децембар

#### 2. децембар
- У Београду Студентско удружење „Прогрес” одржало на Универзитету предавање на коме је Бранко Гавела, директор Београдске драме, говорио о својим утисцима из Совјетског Савеза. Предавању је присуствовало близу 4.000 људи, а приликом скандирања „Живела Совјетска Унија”, полицијски агенти су блокирали зграду Универзитета и после завршетка предавања ухапсили одређени броја радника и студената.[16]

#### 24. децембар
- У Јаршама, код Љубљане, одржана Покрајинска конференција КПЈ за Словенију, којој је присуствовало 25 делегата. На Конференцији је дискутовано о закључцима Четвртог конгреса КПЈ и наглашена неопходност борбених акција пролетеријата против опасности отворене диктатуре. Такође, на Конференцији је изабран нови Покрајински комитет.[16]

| Јануар Фебруар Март Април Мај Јун Јул Август Септембар Октобар Новембар Децембар |